# Иуда (имя)
Иу́да (др.-евр. יהודה‬, Иехуда — «хвала Господу», «он восхваляет Господа») — библейское мужское имя еврейского происхождения.

Впервые упоминается в Торе (Быт. 29:35), там же даётся толкование имени :
«И ещё зачала и родила сына, и сказала: теперь-то я восхвалю (אוֹדֶה‬, „одэ“) Господа. Посему нарекла ему имя Иуда»
.
Женская форма имени Иегудифь, Иудифь (יהודית‬) упоминается в Библии раньше мужской формы в Быт. 26:34:
«И был Исав сорока лет, и взял себе в жены Иегудифу, дочь Беэра Хеттеянина»
.
Первым носителем этого имени был четвёртый сын патриарха Иакова, Иуда.
Кроме того, имя Иуда носили:
- Апостол от двенадцати Иуда Искариот
- Апостол от двенадцати Иуда Иаковлев (Леввей) по прозвищу Фаддей, сводный брат Иисуса Христа

В христианской традиции стало синонимом слова «предатель», так как евангельский Иуда Искариот предал Иисуса за тридцать серебреников и, поцеловав, указал на него воинам при аресте.
Вместе с тем существует русифицированное имя Иуда, происходящее от канонического (христианского, крестильного, то есть данное человеку при крещении) имени Иуда имени Апостола Иуды (Иаковлева, брата Господня, по православной традиции сына св. Иосифа от первой жены во плоти или св. Иуды Фаддея). Так, например, его носил отец знаменитого русского военачальника, командующего Юго-Западным фронтом в начале Первой мировой войны Николая Иванова.
От этого имени происходят фамилии: Юдин, Юданов, Юдасов, Юдасин, Юдов, Юдачёв, Юдинцев, Юдашкин, Юдкин, Юденич и некоторые другие.
Женский вариант этого имени Юдифь получил широкое распространение в европейских языках. Поскольку там букву йуд принято обозначать как j, то это имя приобрело форму Judith или просто Judi, что в английском звучит как Джуди. В ряде языков (немецкий, польский) это имя приняло форму Эдит или Эдита.